# Matthias Heyl
Matthias Heyl (* 1965) ist ein deutscher Historiker und Erziehungswissenschaftler.

## Leben
Nach dem Studium der Geschichte, Psychologie und Erziehungswissenschaft 1984–1992 an der Universität Hamburg (M.A., 1992) wurde er 1992–1996 wissenschaftlicher Angestellter am Fachbereich Erziehungswissenschaft der Universität Hamburg (Dr. phil., 1996). 1998–2002 leitete Matthias Heyl die Forschungs- und Arbeitsstelle „Erziehung nach/über Auschwitz“ in Hamburg. Seit 2002 ist er Leiter der Internationalen Jugendbegegnungsstätte Ravensbrück und der Pädagogischen Dienste der Mahn- und Gedenkstätte Ravensbrück in der Stiftung Brandenburgische Gedenkstätten. Gleichzeitig war er von 2002 bis zum Herbst 2021 Vorstandsmitglied der Dr. Hildegard Hansche Stiftung.
Heyl ist Autor, Mitautor und Herausgeber zahlreicher Publikationen und Aufsätze zur gesellschaftlichen und pädagogischen Auseinandersetzung mit der Geschichte der NS-Verbrechen.

## Werke  (Auswahl)
- mit Ido Abram: Thema Holocaust – Ein Buch für die Schule. Rowohlt Taschenbuch Verlag, Reinbek 1996.
- Erziehung nach Auschwitz. Eine Bestandsaufnahme. Deutschland, Niederlande, Israel, USA. Krämer-Verlag, Hamburg 1997, ISBN 3-89622-019-5.
- Erinnern für Gegenwart und Zukunft. Überlebende des Holocaust berichten. Cornelsen Verlag, Berlin 2000, ISBN 3-464-64464-2. (CD-ROM)
- Anne Frank. Rowohlt Taschenbuch Verlag, Reinbek 2002, 2003, ISBN 3-499-50524-X. (auch als Hörbuch: Anne Frank, Deutsche Grammophon, 2006, ISBN 3-8291-1748-5 oder in japanischer Übersetzung: Anne Frank, Shueisha Verlag, Tokio 2003, ISBN 4-08-773392-0)
- Vermischte Schriften. Erziehung nach / über Auschwitz. Bildung in Ravensbrück. Metropol, 2025, ISBN 978-3-86331-796-6.

Als Mitherausgeber
- mit Helmut Schreier: Das Echo des Holocaust – Pädagogische Aspekte der Erinnerungsarbeit. Krämer-Verlag, Hamburg 1992, ISBN 3-926952-68-7. (2. Aufl. 1994)
- mit Helmut Schreier: Die Gegenwart der Schoah – Zur Aktualität des Mordes an den europäischen Juden. Krämer-Verlag, Hamburg 1994, ISBN 3-926952-79-2.
- mit Helmut Schreier: »Dass Auschwitz nicht noch einmal sei…« - Zur Erziehung nach Auschwitz. Krämer-Verlag, Hamburg 1995, ISBN 3-89622-001-2.
- mit Helmut Schreier: Never Again! The Holocaust’s Challenge for Educators. Krämer-Verlag, Hamburg 1997, ISBN 3-89622-018-7.
- mit Jürgen Moysich: Der Holocaust – Ein Thema für Kindergarten und Grundschule? Krämer-Verlag, Hamburg 1998, ISBN 3-89622-026-8.
- mit Klaus Ahlheim: Adorno revisited – Erziehung nach Auschwitz und Erziehung zur Mündigkeit heute. Offizin, Hannover 2010, ISBN 978-3-930345-89-2.